# Microsporum gallinae
Microsporum gallinae är en svampart som först beskrevs av Mégnin ex Guég., och fick sitt nu gällande namn av Grigoraki 1929. Microsporum gallinae ingår i släktet Microsporum och familjen Arthrodermataceae.   Inga underarter finns listade i Catalogue of Life.